# Bisdom Rotterdam
Het bisdom Rotterdam (Latijn: Dioecesis Roterodamensis) is een van de zeven bisdommen waaruit de Nederlandse rooms-katholieke kerkprovincie bestaat. Samen met de zes andere bisdommen vormt het de Nederlandse kerkprovincie. Het bisdom staat sinds 2011 onder leiding van bisschop Van den Hende.
Vanwege de toenemende secularisatie heeft het bisdom recentelijk verscheidene keren moeten reorganiseren en is het anno 2008 wederom in een reorganisatietraject met de titel "samen werken geboden 2" beland.
Het bisdom Rotterdam omvat de provincie Zuid-Holland en de Utrechtse gemeenten Oudewater, Vijfheerenlanden en Woerden. In 2011 is de parochie van de Sint-Hippolytuskerk in Kamerik overgegaan van het aartsbisdom Utrecht naar bisdom Rotterdam.

## Geschiedenis van het bisdom Rotterdam
Het bisdom werd opgericht op 16 juli 1955, toen het werd afgesplitst van het bisdom Haarlem. De kathedraal van het bisdom was van 1956 tot 1967 de Sint-Ignatiuskerk met de naam Sint Laurentius- en Ignatiuskathedraal. In 1967 werd de Sint-Elisabethskerk de kathedrale kerk van het bisdom met de naam Sint Laurentius- en Elisabethkathedraal.

## 50-jarig jubileum
In het jaar 2005 werd het jubileum groots gevierd in het bisdom. Bij de jubileumsmis waren onder anderen prins Willem-Alexander en prinses Maxima aanwezig omdat hun woonplaats, Wassenaar, tot het bisdom Rotterdam behoort.

## Kerncijfers[2][3]
In het jaar 2006 maakte het katholieke volksdeel met 531.222 kerkelijk geregistreerde gelovigen 15,0% van de totale bevolking van het bisdom uit. Iedere zondag bezochten gemiddeld 26.605 gelovigen de kerk, dat is 0,7 percent van de totale bevolking van het bisdom Rotterdam.
De (KASKI) kerncijfers vanaf 2006 voor het bisdom Rotterdam laten zien dat de aantallen gelovigen, priesters, kerkgebouwen, gedoopten en kerkbezoekers in deze jaren verder zijn afgenomen. In 2018 maakte het katholieke volksdeel met 466.000 kerkelijk geregistreerde gelovigen 13,0% van de totale bevolking van het bisdom uit. Iedere zondag bezochten gemiddeld 18.300 gelovigen de kerk, dat is 0,5 percent van de totale bevolking van het bisdom Rotterdam.
Was eerst door de toenemende secularisatie het aantal dekenaten al gehalveerd in de jaren 90, in 2007 is besloten om de dekenaten op te heffen. Ook het aantal parochies neemt sterk af. Was het bisdom in (2002) nog onderverdeeld in 190 territoriale parochies, in 2018 waren dit er nog 56.
Vanwege de voortgaande secularisatie worden ook verdere reorganisaties verwacht of zijn deze bezig in de andere (noordelijke) bisdommen. Volgens plan zal het aantal parochies in het aartsbisdom Utrecht, en in de bisdommen Haarlem, Rotterdam en Breda afnemen met 85 % (606 parochies).

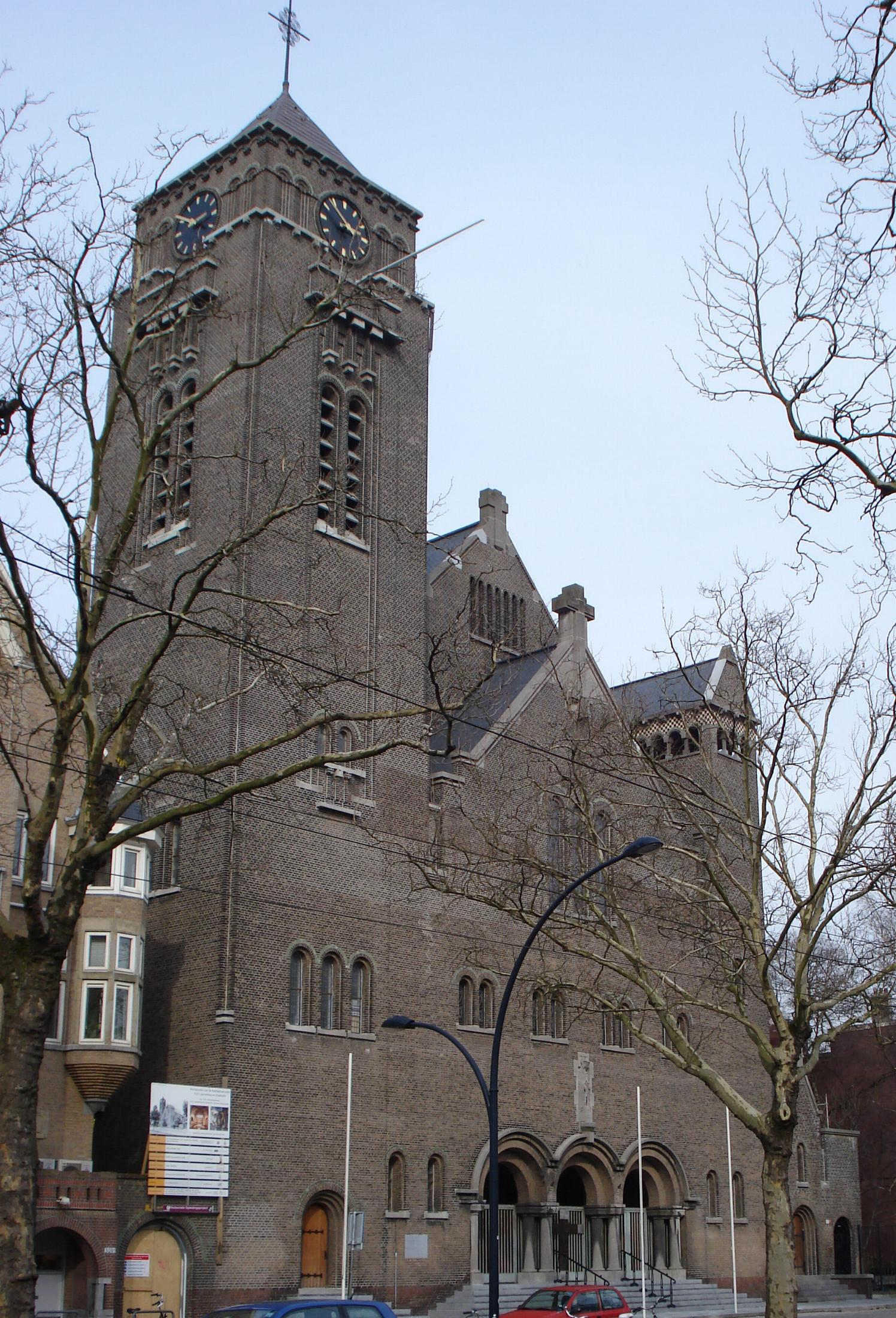
HH. Laurentius- en Elisabethkathedraal, hoofdkerk van het bisdom.
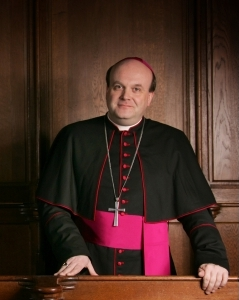
Bisschop Van den Hende van Rotterdam

## Heiligen en gedenkdagen in het bisdom Rotterdam
- H. Swietbert (1 maart, vrije gedachtenis)
- H. Laurentius (10 augustus, hoogfeest)
- H. Jeroen (17 augustus, vrije gedachtenis)
- H. Maria ter Weghe, O.L.Vrouw van Haastrecht (20 oktober, vrije gedachtenis)